# Hình thái sông
Các thuật ngữ hình thái sông và hình thái suối được sử dụng để mô tả hình dạng của các kênh, sông và cách chúng thay đổi hình dạng và hướng theo thời gian. Hình thái của một kênh hoặc sông là chức năng của một số quá trình và điều kiện môi trường, bao gồm thành phần và sự ăn mòn của lòng sông và bờ (ví dụ, cát, đất sét, đá gốc); xói mòn xuất phát từ năng lượng và tính nhất quán của dòng chảy, và có thể ảnh hưởng đến sự hình thành đường chảy của dòng sông. Ngoài ra, thảm thực vật và tốc độ tăng trưởng của thực vật; sự sẵn có của trầm tích; kích thước và thành phần của trầm tích di chuyển qua dòng sông; tốc độ vận chuyển trầm tích qua kênh và tốc độ lắng đọng trên vùng đồng bằng ngập lũ, bờ, các cồn và lòng sông; và khu vực ứ tích hoặc suy thoái do lún hoặc nâng. Hình thái sông cũng có thể bị ảnh hưởng bởi sự tương tác của con người, đó là cách mà dòng sông phản ứng với một yếu tố mới trong cách dòng sông có thể thay đổi hướng đi của nó. Một ví dụ về sự thay đổi của con người trong hình thái sông là xây dựng đập, làm thay đổi dòng chảy của nước và trầm tích, do đó tạo ra hoặc thu hẹp các kênh cửa sông. Chế độ sông là một hệ thống cân bằng động, là cách phân loại các dòng sông thành các loại khác nhau. Bốn loại chế độ sông là sông hình sin, sông thanh ngoằn ngoèo, sông phân dòng quanh co và sông phân dòng không khúc khuỷu.
Nghiên cứu về hình thái sông được thực hiện trong lĩnh vực sông địa mạo, đây là một thuật ngữ khoa học.